# Litevské jméno
Jméno osob v litevštině se podobně jako ve většině evropských zemí skládá ze dvou částí: rodného jména (vardas) a příjmení (pavardė). Individuální preference v užívání jmen v Litvě se podřizují třem hlavním faktorům: občanskému právu, kánonickému právu a tradici. 

## Rodné jméno –vardas
Děti v Litvě zpravidla dostávají jedno či dvě rodná jména (nedědičné osobní jméno), přičemž v běžném životě se druhé rodné jméno užívá jen zřídka; to nejčastěji v případech, kdy rodiče chtějí dát dítěti i jméno, které není akceptováno církevní obcí.
Do christianizace Litvy, která se udála až na konci 14. století (1387), byla pro Litevce příznačná (litevská) národní jména, průběžně a později se stávala postupně stále populárnějšími křesťanská jména hebrejského, řeckého, latinského, germánského, slovanského a jiného původu, až od 17. století začala tato původně cizí osobní jména převažovat. Od 20. století jsou litevská jména velmi různá:
- národní (Birutė, Gediminas, Vytautas, Jogaila, Švitrigaila)
- křesťanská (Andrius, Petras, Kazimieras, Marija)
- přejatá od jiných národů (Violeta, Ingrida)
- mytologická (Laima, Gabija)
- převzatá z literární tvorby (Daiva, Šarūnas, Gražina)
- místopisná (Neringa, Vilnius)
- etnonymická (Aistė)
- novotvary (Arūnas, Rytis, Audronė)
- přeloženiny z jiných jazyků (Danguolė[2], Auksė)

Nejstarší jména mají indoevropský původ. Často jsou vzniklá spojením dvou kořenů. Taková jsou např. Vy-tautas (vyd + tauta - uviděl národ; jiný výklad: vyti + tauta, tj. záštita/ochránce/vůdce národa), Jo-gaila (jo-jikas - jezdec + gailus - silný/zdatný, tj. silný jezdec). Některá z těchto jmen se dochovala dodnes jako příjmení, např. Goš-tautas (od gostis - probrat se / goš - bude burcovat + tauta národ, tj. ten, kdo burcuje národ), Kęsgaila (kęsti, kantrus - trpělivý + gailus - silný/zdatný, tj. [vůdce], silný/vynikající svou trpělivostí), Gedi-minas (gedėti - truchlit a postrádat + minėti - [často] zmiňovat/vzpomínat, tj. často vzpomínaný), Al-girdas (aliai vieno - do jednoho, všechny + girdėti - slyšet, tj. ten, který všechny slyší/vyslyší), Žygi-mantas (žygis - tažení/pochod + mantus - schopný koncipovat, tj. ten, který plánuje/promýšlí [nová vojenská] tažení) apod.
Do obliby se tato jména vrátila zejména v období mezi světovými válkami. Část těchto dávných rodných jmen je oblíbená, protože je nosili významní historičtí panovníci, např. Vytautas, Gediminas, Algirdas nebo Žygimantas. Ženská jména z prehistorické doby v podstatě nejsou doložena, a tak byla v pozdější době rekonstruována z mužských jmen. Výjimkou jsou historická jména Bir-ut-ė (birti/berti - sypat (se), [v dávných časech] rodit + -ut- - přípona pro zdrobněliny tj. [rodička, která] sype děti [zdrobněle]), Aldona, Rimgailė.
Po přijetí křesťanství se rozšířila křesťanská jména, a to už od 11. století, kdy šlo nejprve o jména z byzantské či slovanské křesťanské tradice. Příklady těchto jmen jsou Antanas (sv. Antonín), Povilas nebo Paulius (sv. Pavel), Andrius (sv. Ondřej) a Jurgis (sv. Jiří). Po uzákonění křesťanství jako státního náboženství v roce 1387 přibyla další jména, tentokrát spíš pod polským vlivem Jonas (sv. Jan), Vladislovas/Vladas (sv. Ladislav), Kazimieras/Kazys (sv. Kazimír) ad.
Některá jména vznikla podle jmen nebeských těles (Saulė – Slunce, Aušrinė – Venuše), přírodních dějů (Audra – bouře, Aušra – úsvit, Rasa – rosa, Vėjas – vítr, Aidas – ozvěna), rostlin (Linas/Lina – len, Eglė – smrk) nebo řek (Ūla, Vilija podle řeky Neris).
Některá jména jsou vytvořena uměle autory uměleckých děl a jako taková se rozšířila mezi veřejnost. Jsou to například Gražina, Živilė z děl Adama Mickiewicze, Daiva z děl Vydūnase, Šarūnas od Vincase Krėvė-Mickevičiuse a další.
Několik oblíbených jmen pochází i od jmen bohů a bohyň litevské mytologie. Byly to například bohyně štěstí Laima, bohyně země Žemyna, bohyně ohně Gabija, bohyně moří Jūratė, rybář Kastytis, kterého Jūratė zachránila před bouří, nebo hadí princ Žilvinas.
Část jmen má německý původ, a to v oblasti Malé Litvy, která byla součástí Východního Pruska. I tato jména ale získala litevskou formu, jako jsou Ansas (původně Hans), Grėtė (Gretchen), Vilius (Wilhelm).
Některá jména jsou homografní, mají totožný způsob zápisu, ale různou etymologii (Saulius, Bartas, Dovydas, Ieva, Arvydas).

### Rody jmen
Mužská a ženská jména se liší po gramatické stránce. Naprostá většina litevských ženských jmen končí na samohlásky -a nebo -ė, zatímco mužská končí na -s a jen zřídka na -a. Na -ė končí všechna ženská jména, která jsou odvozená od mužských jmen končících na -a (např. Jogaila – Jogailė) anebo jsou vzniklá ze dvou kořenů.

## Příjmení –pavardė
Litevská příjmení se jako ve většině Evropy dědí po otcovské linii, tedy z otce na děti.
Vdaná žena zpravidla přejímá příjmení svého manžela. Existují ale i výjimky. Vdaná žena si může ponechat své příjmení za svobodna (mergautinė pavardė) nebo přidat příjmení po manželovi ke svému příjmení za svobodna. Zřídka se pak stává, že manžel převezme příjmení své manželky a doplní ho ke svému.

### Původ litevských příjmení
Podle původu je možné rozdělit litevská příjmení následovně:

#### Cognominální
Cognominální příjmení se odvozují od cognomena, přezdívky, obvykle popisující fyzickou nebo charakterovou vlastnost nositele. Např.: Naujokas, Naujokaitis – z naujas, nový; Kairys, Kairelis – levák, z kairė, levá strana.

#### Odvozená od řemesel a povolání
Příkladem je Kalvis, Kalvelis, Kalvaitis – z kalvis, kovář.

#### Toponymická
Toponymická příjmení jsou odvozená od obcí nebo přírodních útvarů. Příklady: Užgiris – ten, kdo bydlí za lesem (už girios); Kalnietis – z hor (kalnai) [česká obdoba: Horák].

#### Patronymická
Patronymická příjmení poukazují na vztah syna nějakého otce, např.: Jonaitis, Janavičius, Januitis – Janův (od Jonas); Adomaitis, Adamonis, Adamkus – Adamův (od Adomas); Lukauskis, Lukša, Lukošius, Lukoševičius – Lukášův (od Lukas).
Část těchto jmen nese stopy slovanského, zejména polského původu. Jde o jména končící -avičius (z původního -owicz) a -auskas (z -owski), zejména: Jankauskas (z Jankowski), Adamkevičius (z Adamkowicz), Lukoševičius (z Lukaszewicz).

#### Zdrobněliny
Větší množství litevských příjmení vzniklo jako zdrobněliny oblíbených křestních jmen, např.: Butkus z Butkintas, Minkus z Minkantas, Norkus z Norkantas nebo Rimkus z Rimkantas.

### Ženská příjmení
Litevština užívá přechylování pro odlišení mužských a ženských příjmení. Mužská příjmení zpravidla končí na -as, -ys, -is nebo -us (zakončení typická pro rod mužský); případně na -a nebo -ė (zakončení typická pro rod ženský, v příjmeních však vnímána jako příjmení rodu mužského). Jejich ženské ekvivalenty končí -ienė (nebo u jmen odvozovaných od mužských příjmení končících -us: -uvienė) pro vdané ženy a -aitė, -utė, -iūtė nebo -ytė pro svobodné ženy.
| Příjmení muže | Příjmení provdané ženy nebo vdovy | Příjmení neprovdané ženy | Příjmení ženy s nevyjádřeným rodinným stavem |
| ------------- | --------------------------------- | ------------------------ | -------------------------------------------- |
| Kazlauskas    | Kazlauskienė                      | Kazlauskaitė             | Kazlauskė                                    |
| Jonaitis      | Jonaitienė                        | Jonaitytė                | Jonaitė                                      |
| Žalys         | Žalienė                           | Žalytė                   | Žalė                                         |
| Adamkus       | Adamkienė nebo Adamkuvienė        | Adamkutė                 | Adamkė                                       |
| Antanavičius  | Antanavičiuvienė                  | Antanavičiūtė            | Antanavičė                                   |
| (pseudonym)   | Nėris                             | Nėris                    | Nėris                                        |
| Noreika       | Noreikienė                        | Noreikaitė               | Noreikė                                      |
| Paukštė       | Paukštienė                        | Paukštytė                | Paukštė                                      |
| Butkų         | Butkų                             | Butkų                    | Butkų                                        |

Poznámka: u příjmení v mužském tvaru zakončených na -us se u příjmení provdaných žen vsouvá vsuvka -uv-. Toto pravidlo se někdy neuplatňuje, jeho neuplatňování je nejčastější v Žemaitsku/Žemaitii. Předposlední dva příklady jsou případy, kdy tvar mužského příjmení je ve tvaru rodu pseudoženského, podobně jako v češtině předseda nebo soudce. Poslední tvar je obdobou českého Janů (přivlastňovací pád) a tudíž se - stejně jako v češtině - dále neskloňuje ani nepřechyluje. Máme-li příjmení Kazlauskienė: její manžel může být: a) Kazlauskas, b) Kazlauskis, c) Kazlauskus, d) Kazlauskys nebo e) Kazlauska, tedy z většiny litevských příjmení vdaných žen nelze zpětně odvodit příjmení mužského protějšku bez znalosti konkrétních, s danou osobou souvisejících dat. 
Nejnovější litevský zákon umožnil ženám užívat i kratší formu příjmení, která neodhaluje její rodinný stav. Nejčastěji užívají kratší příponu -ė místo -ienė/-aitė: Adamkus – Adamkė), v jiných případech používají tvar shodný s příjmením mužského protějšku. Podle litevského statistického úřadu jsou nejoblíbenější ženská příjmení (vdané ženy):
1. Kazlauskienė
2. Jankauskienė
3. Petrauskienė
4. Stankevičienė
5. Paulauskienė

## Litevské jméno a příjmení v češtině
Jelikož litevština užívá stejně jako čeština latinku, je možné v českých textech psát litevská rodná jména a příjmení – stejně jako jiná litevská vlastní jména – beze změn, jen v případě typografické potřeby nahradit litevská diakritická znaménka českými.
Mužská příjmení se píší v češtině beze změny. Skloňují se zpravidla celá jména (Antanas Baranauskas – Antanase Baranauskase), skloňování pouze kořene příjmení se považuje za nesprávné, ale zejména ve starších nebo některých odborných, zejména historiografických textech se může objevit. Ve starých českých textech se může pouze kořen mužských jmen objevit dokonce i v prvním pádě, tak například František Palacký nazývá knížete Gediminase v prvním pádě Gedimin.
Složitější situace je u ženských příjmení, která již nesou informaci o rodu, a dokonce o rodinném stavu nositelky. Pro přechylování by se podle českých zásad mělo používat příjmení muže, od kterého je v původním jazyce ženské jméno odvozeno (přechýleno), v některých případech je však možné přechylovat i od ženské formy příjmení. Obě varianty je možné použít i u litevských příjmení, přičemž každá má své výhody a své nevýhody. Pro první způsob je třeba přesně znát původní mužské příjmení, které přitom není možné vždy bezpečně z ženské podoby odvodit; při používání druhého způsobu vznikají tvary, které dle lingvisty Jana Petra mohou působit nepřirozeně.
| Ženské příjmení v litevštině | Vzorová mužská verze příjmení v litevštině | Přechýlení v češtině podle mužské verze | Mechanické přechýlení v češtině | Znak rodinného stavu v litevštině |
| ---------------------------- | ------------------------------------------ | --------------------------------------- | ------------------------------- | --------------------------------- |
| Pauluskaitė                  | Pauluskas                                  | Pauluskasová                            | Pauluskaitėová                  | svobodná žena                     |
| Pauluskienė                  | Pauluskas                                  | Pauluskasová                            | Pauluskienėová                  | vdaná žena                        |
| Venckutė                     | Venckus                                    | Venckusová                              | Venckutėová                     | svobodná žena                     |
| Venckienė, Venckuvienė       | Venckus                                    | Venckusová                              | Venckienėová, Venckuvienėová    | vdaná žena                        |

V moderní době se také rozšiřuje praxe ženská litevská příjmení v češtině vůbec nepřechylovat.